# Два Древа Валинора
Два Древа Валинора (англ. Two Trees of Valinor) — в легендариуме Дж. Р. Р. Толкина деревья, сотворённые в начале времён Валиэр Йаванной и Ниэнной взамен уничтоженных Мелькором Светильников — Иллуина и Ормала.

## Местонахождение

Арда в Эпоху Древ

Два Древа Валинора находились на огромном холме Эзеллохар близ западных ворот Валимара. Йаванна освятила его и пела долгую песнь пробуждения, а Ниэнна безмолвно предавалась раздумьям и орошала холм слезами. Валар же, собравшись послушать песнь Йаванны, восседали на своих тронах совета в Маханаксаре, Круге Судьбы, у золотых врат Валимара. И пока они внимали ей, на холме проклюнулись два нежных ростка, и под звуки песни побеги потянулись ввысь, стали высоки и прекрасны, и распустились на их ветвях цветы; так в мире пробудились к жизни Два Древа Валинора.
Два Древа Валинора освещали Валинор, Эльдамар и Тол-Эрессеа. Старшим из Древ был Тельперион («Серебристый»), второе Древо называлось Лаурелин («Золотая»). Цветы Тельпериона давали серебристый свет, листья Лаурелин испускали золотой. Тот час, когда Тельперион впервые засиял светлым отблеском серебряного рассвета, Валар называют Часом Расцвета, и от него они исчисляют века своего правления в Валиноре.
Светоносную росу Древ Варда собирала в большие сосуды — Чаши Варды; и по всей земле Валар служили они колодцами воды и света. Свет Тельпериона и Лаурелин усиливался и ослабевал с периодичностью в двенадцать часов — такова была продолжительность дня в то время. Свет Древ давал эльфам возможность дольше оставаться в Арде и не «угасать».
Именно росой и светом Древ Феанор наполнил созданные им Сильмарили.

## Гибель Древ
Свет Древ был ненавистен Мелькору, так как он исцелял весь вред, принесённый им Арде во время её Искажения, и с помощью Унголианты он погубил Древа, отравил росу в Чашах и похитил Сильмарили. Йаванна и Ниэнна не смогли исцелить Древа, но из их последних плодов Валар создали Солнце и Луну. Кроме того, в Тирионе рос Галатилион, подобие Тельпериона, полученный нолдор в дар от Валар, а на острове Тол-Эрессеа был посажен отросток Галатилиона, Келеборн. Со временем побег Келеборна, Нимлот, был посажен в Нуменоре, а Элендил доставил саженец Нимлота в Средиземье и посадил его в Гондоре (Белое Древо Гондора).
Также известно, что в Гондолине при дворе князя Тургона находились Белтил и Глингал — искусно высеченные из камня подобия Древ Валар.

## История названий
Известно, что как Тельперион, так и Лаурелин в легендариуме Толкина имеют несколько названий: так, Тельперион был известен как Сильпион (синдаринский корень силь (тиль) означает «сиять» (белым или серебристым светом)) и Нинквэлотэ (квенийская форма нинквэ — «белый», лотэ — «цветок»), а Лаурелин носил имена Малинальда (квенийск. мал — «золотой» и алда — «дерево») и Кулуриэн (кул — «красно-золотой»). В ранних рукописях Толкина в отношении Тельпериона упоминаются также имена Бансил и Бельтиль.

## Пророчество Мандоса
Вала Намо Мандос предрёк Древам возрождение. Согласно этому пророчеству, Феанор вернёт себе Сильмарили после Дагор Дагорат и разобьёт их, чтобы спасти мир от тьмы и позволить всем умершим эльфам воскреснуть. Валиэ Йаванна возродит Лаурелин и Телперион с помощью света Сильмарили, горы Пелори падут, и свет двух Древ наполнит собой всю Арду. И тогда эльфы воскреснут, Валар вновь вернут себе утраченные силы в этом свете, и придёт пора зазвучать Второй Музыке Айнур.